# Verwaltungsgemeinschaft Kyffhäuser
In de voormalige Verwaltungsgemeinschaft Kyffhäuser uit de Kyffhäuserkreis in de Duitse deelstaat Thüringen werkten tot 31 december 2012 negen gemeenten samen voor het vervullen van hun gemeentelijke taken. Zetel van de Verwaltungsgemeinschaft was Bendeleben.

## Gemeenten
1. Badra
2. Bendeleben
3. Göllingen
4. Günserode
5. Hachelbich
6. Oberbösa
7. Rottleben
8. Seega
9. Steinthaleben

## Geschiedenis
De Verwaltungsgemeinschaft werd op 8 maart 1994 opgericht en op 29 november in datzelfde jaar uitgebreid met de gemeente Oberbösa. Op 31 december 2012 werd de Verwaltungsgemeinschaft opgeheven en gingen de gemeentede op in de gemeente Kyffhäuserland, met uitzondering van Oberbösa, dat overstapte naar de Verwaltungsgemeinschaft Greußen.